# Fiódor Iurtxikhin
Fiódor Nikolàievitx Iurtxikhin (rus: Фёдор Николаевич Юрчихин; nascut el 3 de gener de 1959), és un cosmonauta rus i pilot de proves de RSC Energia que va volar en tres vols espacials. El seu primer vol espacial va ser en una missió de 10 dies en el Transbordador Espacial, el STS-112. El seu segon vol va ser una estada de llarga duració a bord de l'Estació Espacial Internacional (ISS) com a Enginyer de Vol per a l'Expedició 15; per a aquesta missió, va ser llançat en una nau Soiuz TMA-10. La seva missió més recent va ser una altra estada de llarga duració a bord de l'ISS, com a tripulant de l'Expedició 24 / 25. Per a aquesta missió, va ser llançat a través d'una nau Soiuz TMA-19, i va aterrar el novembre de 2010, també amb la TMA-19. Va estar col·laborant en més de 370 dies a l'espai.